# 데바르차시

데바르차 시의 위치

데바르차시(마케도니아어: Општина Дебарца)는 마케도니아 공화국 남서부에 위치한 지방 자치체로 행정 중심지는 벨치슈타이며 면적은 425.39km2, 인구는 5,507명(2002년 기준)이다. 북동쪽으로는 키체보 시, 동쪽으로는 데미르히사르 시, 남쪽으로는 오흐리드 시, 서쪽으로는 스트루가 시와 접한다.